# Општина Пуебло Вијехо (Веракруз)
Пуебло Вијехо (шп. Pueblo Viejo) општина је у Мексику у савезној држави Веракруз. Општина се налази на надморској висини од 14 м.

## Становништво
Према подацима из 2010. у општини је живело 55358 становника.

### Хронологија
| Година       | 2000                  | 2005                  | 2010                  |
| ------------ | --------------------- | --------------------- | --------------------- |
| Становништво | 50329 (25178 / 25151) | 52593 (26335 / 26258) | 55358 (27668 / 27690) |

### Попис
| \| \| м \| \| \| ж \| \| 0—2 \| 1.511 \| \| \| 1.520 \| \| 3—5 \| 1.601 \| \| \| 1.547 \| \| 6—11 \| 3.272 \| \| \| 3.178 \| \| 12—14 \| 1.600 \| \| \| 1.525 \| \| 15—17 \| 1.630 \| \| \| 1.563 \| \| 18—24 \| 3.539 \| \| \| 3.465 \| \| 60+ \| 2.455 \| \| \| 2.564 \| \| Просек : \| 29,3 \| \| \| 29,8 \| |       |  |  |       |
| |       |  |  |       |
| | м     |  |  | ж     |
| 0—2 | 1.511 |  |  | 1.520 |
| 3—5 | 1.601 |  |  | 1.547 |
| 6—11 | 3.272 |  |  | 3.178 |
| 12—14 | 1.600 |  |  | 1.525 |
| 15—17 | 1.630 |  |  | 1.563 |
| 18—24 | 3.539 |  |  | 3.465 |
| 60+ | 2.455 |  |  | 2.564 |
| Просек : | 29,3  |  |  | 29,8  |

| #   | Индикатор                                                                                        | Вредност |
| --- | ------------------------------------------------------------------------------------------------ | -------- |
| 1   | Становништво од 0 до 2 године                                                                    | 3031     |
| 2   | Мушко становништво од 0 до 2 године                                                              | 1511     |
| 3   | Женско становништво од 0 до 2 године                                                             | 1520     |
| 4   | Становништво са 3 и више година                                                                  | 52107    |
| 5   | Мушко становништво са 3 и више година                                                            | 26047    |
| 6   | Женско становништво са 3 и више година                                                           | 26060    |
| 7   | Становништво са 5 и више година                                                                  | 50015    |
| 8   | Мушко становништво са 5 и више година                                                            | 24996    |
| 9   | Женско становништво са 5 и више година                                                           | 25019    |
| 10  | Становништво са 12 и више година                                                                 | 42509    |
| 11  | Мушко становништво са 12 и више година                                                           | 21174    |
| 12  | Женско становништво са 12 и више година                                                          | 21335    |
| 13  | Становништво са 15 и више година                                                                 | 39384    |
| 14  | Мушко становништво са 15 и више година                                                           | 19574    |
| 15  | Женско становништво са 15 и више година                                                          | 19810    |
| 16  | Становништво са 18 и више година                                                                 | 36191    |
| 17  | Мушко становништво са 18 и више година                                                           | 17944    |
| 18  | Женско становништво са 18 и више година                                                          | 18247    |
| 19  | Становништво од 3 до 5 година                                                                    | 3148     |
| 20  | Мушко становништво од 3 до 5 година                                                              | 1601     |
| 21  | Женско становништво од 3 до 5 година                                                             | 1547     |
| 22  | Становништво од 6 до 11 година                                                                   | 6450     |
| 23  | Мушко становништво од 6 до 11 година                                                             | 3272     |
| 24  | Женско становништво од 6 до 11 година                                                            | 3178     |
| 25  | Становништво од 8 до 14 година                                                                   | 7449     |
| 26  | Мушко становништво од 8 до 14 година                                                             | 3790     |
| 27  | Женско становништво од 8 до 14 година                                                            | 3659     |
| 28  | Становништво од 12 до 14 година                                                                  | 3125     |
| 29  | Мушко становништво од 12 до 14 година                                                            | 1600     |
| 30  | Женско становништво од 12 до 14 година                                                           | 1525     |
| 31  | Становништво од 15 до 17 година                                                                  | 3193     |
| 32  | Мушко становништво од 15 до 17 година                                                            | 1630     |
| 33  | Женско становништво од 15 до 17 година                                                           | 1563     |
| 34  | Становништво од 18 до 24 године                                                                  | 7004     |
| 35  | Мушко становништво од 18 до 24 године                                                            | 3539     |
| 36  | Женско становништво од 18 до 24 године                                                           | 3465     |
| 37  | Женско становништво од 15 до 49 година                                                           | 14995    |
| 38  | Становништво са 60 и више година                                                                 | 5019     |
| 39  | Мушко становништво са 60 и више година                                                           | 2455     |
| 40  | Женско становништво са 60 и више година                                                          | 2564     |
| 41  | Однос између мушкараца и жена                                                                    | 99.92    |
| 42  | Становништво од нуле до 14 година                                                                | 15754    |
| 43  | Становништво од 15 до 64 године                                                                  | 35929    |
| 44  | Становништво од 65 година и више                                                                 | 3455     |
| 45  | Просечан број деце                                                                               | 2.38     |
| 46  | Становништво рођено у ентитету                                                                   | 20054    |
| 47  | Мушко становништво рођено у ентитету                                                             | 10012    |
| 48  | Женско становништво рођено у ентитету                                                            | 10042    |
| 49  | Становништво рођено у другом ентитету                                                            | 34913    |
| 50  | Мушко становништво рођено у другом ентитету                                                      | 17452    |
| 51  | Женско становништво рођено у другом ентитету                                                     | 17461    |
| 52  | Становништво од 5 година и више резидентно у ентитету у јуну 2005. године                        | 46751    |
| 53  | Мушко становништво старосног доба од 5 година и више, резидентно у ентитету у јуну 2005. године  | 23313    |
| 54  | Женско становништво старосног доба од 5 и више година, резидентно у ентитету у јуну 2005. године | 23438    |
| 55  | Становништво од 5 година и више које је живело у другом ентитету у јуну 2005. године             | 2977     |
| 56  | Мушко становништво старије од 5 година које је живело у другом ентитету у јуну 2005. године      | 1488     |
| 57  | Женско становништво старије од 5 година које је живело у другом ентитету у јуну 2005. године     | 1489     |
| 58  | Становништво од 3 године и више које говори аутохтони језик                                      | 952      |
| 59  | Мушко становништво старо 3 године и више које говори аутохтони језик                             | 476      |
| 60  | Женско становништво старо 3 године и више које говори аутохтони језик                            | 476      |
| 61  | Становништво од 3 године и више које говори аутохтони језик и не говори шпански језик            | 4        |
| 62  | Мушко становништво старо 3 године и више које говори аутохтони језик и не говори шпански         | 2        |
| 63  | Женско становништво старо 3 године и више које говори аутохтони језик и не говори шпански језик  | 2        |
| 64  | Становништво старо 3 године и више које говори аутохтони језик и шпански                         | 856      |
| 65  | Мушко становништво старо 3 године и више које говори аутохтони језик и шпански                   | 437      |
| 66  | Женско становништво старо 3 године и више које говори аутохтони језик и шпански                  | 419      |
| 67  | Становништво од 5 година и више које говори аутохтони језик                                      | 947      |
| 68  | Становништво од 5 година и више које говори аутохтони језик и не говори шпански језик            | 3        |
| 69  | Становништво од 5 година и више које говори аутохтони језик и говори шпански језик               | 855      |
| 70  | Становништво у домородачким домаћинствима                                                        | 2673     |
| 71  | Становништво са ограничењима у активностима                                                      | 2700     |
| 72  | Становништво са ограниченим ходањем или кретањем, горе или доле                                  | 1482     |
| 73  | Становници са ограничењима вида, чак и уз кориштење сочива                                       | 876      |
| 74  | Становништво са ограничењима говора, комуникације или конверзације                               | 303      |
| 75  | Становништво са ограниченим слухом                                                               | 353      |
| 76  | Становништво са ограничењима при одевању, купању или јелу                                        | 175      |
| 77  | Становништво са ограничењима у опажању или учењу једноставних ствари                             | 162      |
| 78  | Становништво са менталним ограничењима                                                           | 247      |
| 79  | Становништво без ограничења активности                                                           | 52318    |
| 80  | Становништво од 3 до 5 година које не похађа школу                                               | 1662     |
| 81  | Мушко становништво од 3 до 5 година које не похађа школу                                         | 834      |
| 82  | Женско становништво од 3 до 5 година које не похађа школу                                        | 828      |
| 83  | Становништво од 6 до 11 година које не похађа школу                                              | 150      |
| 84  | Мушко становништво од 6 до 11 година које не похађа школу                                        | 88       |
| 85  | Женско становништво од 6 до 11 година које не похађа школу                                       | 62       |
| 86  | Становништво од 12 до 14 година које не похађа школу                                             | 179      |
| 87  | Мушко становништво од 12 до 14 година које не похађа школу                                       | 102      |
| 88  | Женско становништво од 12 до 14 година које не похађа школу                                      | 77       |
| 89  | Становништво од 15 до 17 година похађа школу                                                     | 2178     |
| 90  | Мушко становништво од 15 до 17 година похађа школу                                               | 1099     |
| 91  | Женско становништво између 15 и 17 година живота у школи                                         | 1079     |
| 92  | Становништво од 18 до 24 године похађа школу                                                     | 1417     |
| 93  | Мушко становништво од 18 до 24 године похађа школу                                               | 710      |
| 94  | Женско становништво од 18 до 24 године похађа школу                                              | 707      |
| 95  | Становништво од 8 до 14 година које не може да чита и пише                                       | 158      |
| 96  | Мушко становништво старосног доба од 8 до 14 година које не може да чита и пише                  | 100      |
| 97  | Женско становништво старосног доби од 8 до 14 година које не може да чита и пише                 | 58       |
| 98  | Становништво од 15 година и више које је неписмено                                               | 2071     |
| 99  | Мушко становништво од 15 година и више које је неписмено                                         | 780      |
| 100 | Женско становништво од 15 година и више које је неписмено                                        | 1291     |
| 101 | Становништво старо 15 и више година без школовања                                                | 2345     |
| 102 | Мушко становништво старо 15 и више година без школовања                                          | 953      |
| 103 | Женско становништво старо 15 и више година без школовања                                         | 1392     |
| 104 | Становништво старосног доба 15 и више година са непотпуним основним образовањем                  | 5791     |
| 105 | Мушко становништво старосног доба од 15 година и више са непотпуном основним образовањем         | 2734     |
| 106 | Женско становништво старосног доба 15 и више година са непотпуном основним образовањем           | 3057     |
| 107 | Становништво старо 15 и више година са комплетним основним образовањем                           | 7836     |
| 108 | Мушко становништво старо 15 година и више са комплетним основним образовањем                     | 3765     |
| 109 | Женско становништво старо 15 и више година са комплетним основним образовањем                    | 4071     |
| 110 | Становништво старосног доба 15 и више година са непотпуним средњим образовањем                   | 2367     |
| 111 | Мушко становништво старосног доба од 15 година и више са непотпуним средњим образовањем          | 1348     |
| 112 | Женско становништво старосног доба од 15 година и више са непотпуним средњим образовањем         | 1019     |
| 113 | Становништво старо 15 и више година са пуним секундарном образовањем                             | 10135    |
| 114 | Мушко становништво старосног доба од 15 година и више са пуним секундарном образовањем           | 5491     |
| 115 | Женско становништво старосног доба од 15 година и више са пуним секундарном образовањем          | 4644     |
| 116 | Становништво старије од 18 година са постосновним образовањем                                    | 9632     |
| 117 | Мушко становништво старије од 18 година са постосновним образовањем                              | 4753     |
| 118 | Женско становништво старије од 18 година са постосновним образовањем                             | 4879     |
| 119 | Просечна оцена школовања                                                                         | 7.91     |
| 120 | Просечан ниво образовања мушке популације                                                        | 8.05     |
| 121 | Просечан ниво образовања женског становништва                                                    | 7.78     |
| 122 | Економски активно становништво                                                                   | 22106    |
| 123 | Економски активна мушка популација                                                               | 15728    |
| 124 | Економски активна женска популација                                                              | 6378     |
| 125 | Становништво које није економски активно                                                         | 20269    |
| 126 | Мушко становништво које није економски активно                                                   | 5363     |
| 127 | Женско становништво које није економски активно                                                  | 14906    |
| 128 | Запослено становништво                                                                           | 20917    |
| 129 | Запослено мушко становништво                                                                     | 14684    |
| 130 | Запослено женско становништво                                                                    | 6233     |
| 131 | Незапослена популација                                                                           | 1189     |
| 132 | Незапослена мушка популација                                                                     | 1044     |
| 133 | Незапослена женска популација                                                                    | 145      |
| 134 | Становништво без права на здравствене услуге                                                     | 19920    |
| 135 | Становништво које има право на здравствене услуге                                                | 35181    |
| 136 | Становништво које има право на ИМСС                                                              | 17646    |
| 137 | Становништво које има право на социјално осигурање                                               | 1677     |
| 138 | Становништво које има право на државно социјално осигурање                                       | 32       |
| 139 | Становништво које има право на опште осигурање или здравствено осигурање за нову генерацију      | 9982     |
| 140 | Становништво које је било једном или није било у браку током 12 година и више                    | 13479    |
| 141 | Венчано или уједињено становништво од 12 година и више                                           | 24492    |
| 142 | Становништво које је било у браку или уједињено 12 година и више                                 | 4481     |
| 143 | Становништво са католичком религијом                                                             | 43044    |
| 144 | Протестанти, еванђелисти и библијски следбеници различити од еванђелиста                         | 8047     |
| 145 | Становништво са другим религијама различитим од претходних                                       | 26       |
| 146 | Становништво без религије                                                                        | 3587     |
| 147 | Укупно пописаних домаћинства                                                                     | 14582    |
| 148 | Пописна домаћинства на челу са мушкарцима                                                        | 11180    |
| 149 | Пописна домаћинства на челу са женама                                                            | 3402     |
| 150 | Становништво у пописним домаћинствима                                                            | 55137    |
| 151 | Становништво у пописним домаћинствима на челу са мушкарцима                                      | 43529    |
| 152 | Становништво у пописним домаћинствима на челу са женама                                          | 11608    |
| 153 | Укупно домаћинстава                                                                              | 16590    |
| 154 | Укупно насељених домаћинстава                                                                    | 14653    |
| 155 | Укупно приватних кућа                                                                            | 16519    |
| 156 | Насељени приватни домови                                                                         | 14582    |
| 157 | Укупно насељених приватних кућа                                                                  | 14652    |
| 158 | Ненасељене приватне куће                                                                         | 1466     |
| 159 | Појединачна домаћинства за привремену употребу                                                   | 471      |
| 160 | Становници у насељеним приватним кућама                                                          | 55137    |
| 161 | Насељеност станара у приватним становима                                                         | 3.78     |
| 162 | Просечно становника по соби у приватним насељеним домаћинствима                                  | 1.22     |
| 163 | Појединачна домаћинства са подовима од различитих материјала од земље                            | 13337    |
| 164 | Појединачна домаћинства у приземљу                                                               | 1227     |
| 165 | Појединачна домаћинства са једном спаваћом собом                                                 | 7206     |
| 166 | Појединачна домаћинства са две спаваће собе и више                                               | 7361     |
| 167 | Појединачна домаћинства са једним собом                                                          | 2401     |
| 168 | Појединачна домаћинства са две собе                                                              | 3692     |
| 169 | Појединачна домаћинства са 3 собе и више                                                         | 8467     |
| 170 | Појединачна домаћинства која имају електрично светло                                             | 14221    |
| 171 | Појединачна домаћинства која немају електрично светло                                            | 346      |
| 172 | Појединачна домаћинства која имају водоводну воду у стамбеном простору                           | 10452    |
| 173 | Појединачна домаћинства која немају водоводну воду у стамбеном простору                          | 4102     |
| 174 | Појединачна домаћинства која имају тоалет                                                        | 14304    |
| 175 | Појединачна домаћинства која имају канализацију                                                  | 10463    |
| 176 | Појединачна домаћинства која немају канализацију                                                 | 4060     |
| 177 | Појединачна домаћинства која имају електрично светло, довод воде из јавне мреже и канализацију   | 8393     |
| 178 | Појединачна домаћинства без икаквих услова                                                       | 252      |
| 179 | Појединачна домаћинства која имају радио                                                         | 11071    |
| 180 | Појединачна домаћинства која имају телевизор                                                     | 13813    |
| 181 | Појединачна домаћинства која имају фрижидер                                                      | 12087    |
| 182 | Појединачна домаћинства која имају машину за веш                                                 | 10086    |
| 183 | Појединачна домаћинства која имају аутомобил или комби                                           | 3481     |
| 184 | Појединачна домаћинства која имају рачунар                                                       | 2212     |
| 185 | Појединачна домаћинства која имају фиксну телефонску линију                                      | 3742     |
| 186 | Појединачна домаћинства која имају мобилни телефон                                               | 10937    |
| 187 | Појединачна домаћинства која имају приступ интернету                                             | 1593     |